# Stylidium subg. Tolypangium
Tolypangium là một phân chi của chi Stylidium có đặc điểm là quả nang dạng hình trứng đến thon dài. Phân chi này là một phần của quá trình phân loại sớm nhất của các loài thực vật trong chi Stylidium. Stephan Endlicher lần đầu tiên chia chi này thành hai phân chi vào năm 1838: phân chi Tolypangium với các quả nang hình trứng và phân chi Stylidium subg. Nitrangium với các quả nang thuôn dài. Các nhà phân loại học sau này hầu như dựa hoàn toàn vào các đặc điểm của quả nang để phân loại chi này.
Các phân tích di truyền gần đây kết hợp với so sánh hình thái toàn diện hơn đã tiết lộ rằng tiêu chuẩn phân loại được xác định bởi Johannes Mildbraed vào năm 1908 không phải là mô tả chính xác nhất về cách phân loại các phân chi và phân nhóm khác nhau. Là một phần nội dung của loạt bài Flora of Australia, Juliet Wege đã xem xét và cập nhật hệ thống phân loại của họ Stylidiaceae.